# Единоверие

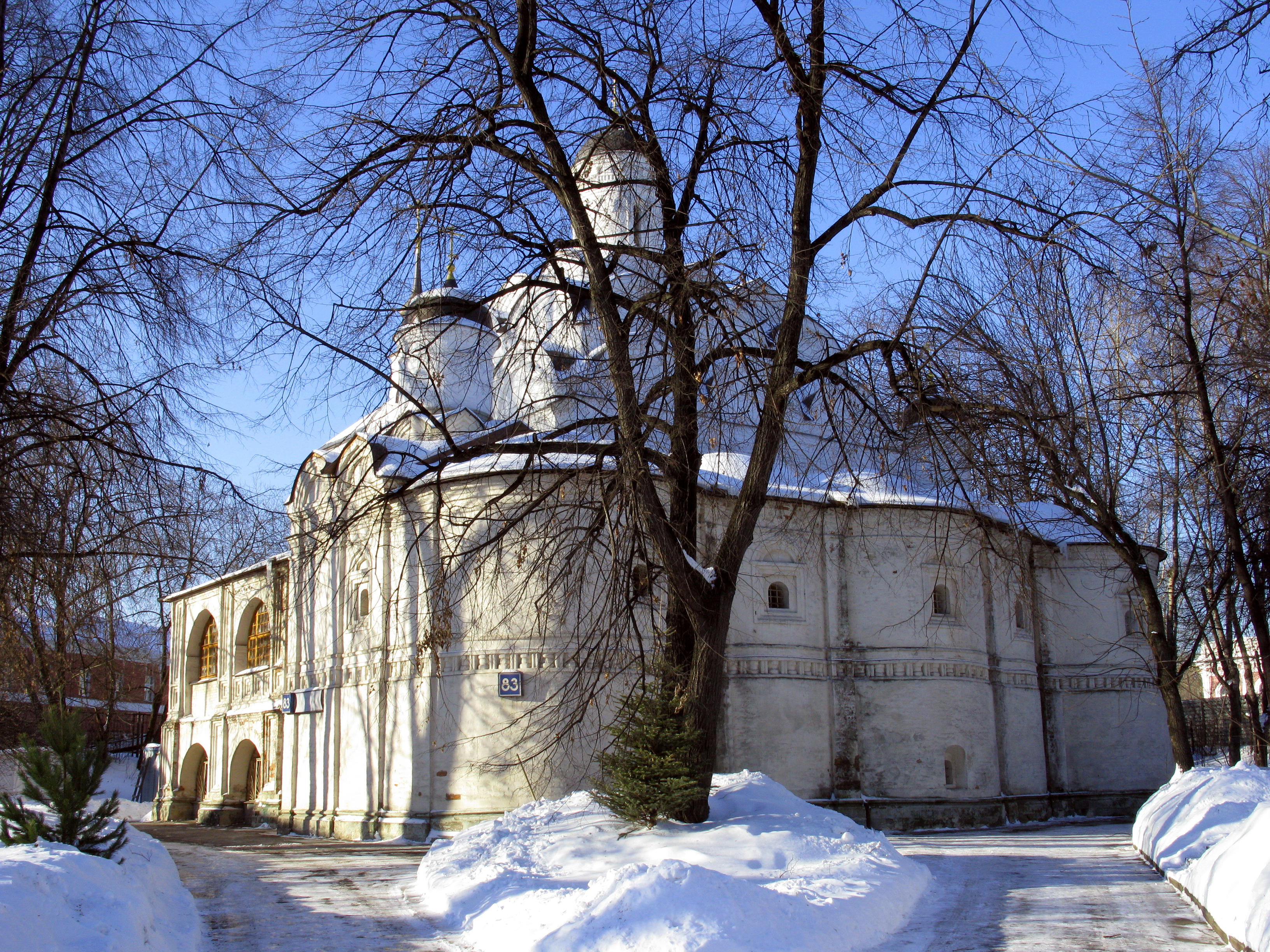
Храм Покрова Пресвятой Богородицы в Рубцове в Москве, при котором действует Патриарший центр древнерусской богослужебной традиции

Единове́рие — направление в старообрядчестве, сторонники которого при сохранении древних богослужебных чинов (двоеперстие, служба по старопечатным книгам и др.) и древнерусского бытового уклада признают иерархическую юрисдикцию Московского патриархата. По определению епископа Симона (Шлеёва), «единоверие есть примирённое с Русской и Вселенской Церковью старообрядчество».
Зарождение единоверия в XVIII веке, с одной стороны, выразилось в желании части сторонников «старой веры» объединиться с Русской православной церковью из-за отсутствия у старообрядцев церковной иерархии, с другой стороны, единоверие возникает в связи с осознанием правительством неэффективности силовых методов «ущемления раскола», провоцирующих старообрядцев на сопротивление. Было санкционировано высшей церковной властью в 1780 годы и регламентировано в 1800 году митрополитом Платоном (Левшиным). При этом требования о поставлении особого архиерея для единоверцев и отмене «клятв» Соборов 1656 и 1667 годов на старые обряды удовлетворены не были. Единоверие с самого начала настороженно воспринималось как со стороны основной массы старообрядцев, которые смотрели на единоверцев как на предателей, а само единоверие сравнивали с унией, так и большинства духовенства государственной церкви, видевших в них «полураскольников» и тайных старообрядцев. Несмотря на стеснение в правах, к 1918 году на территории Российской империи действовали около 600 единоверческих приходов и более десяти монастырей. На Всероссийском Поместном соборе 1917—1918 годов был положительно решён вопрос о поставлении единоверческих архиереев. «Клятвы» на старые обряды были отменены лишь на Поместном соборе Русской православной церкви 1971 года. В советское время, в связи с тотальными гонениями на Церковь и на старый уклад жизни вообще, единоверие практически исчезло. С конца восьмидесятых годов XX века старый обряд в лоне Русской православной церкви переживает второе рождение. Вместе с тем, «к основным особенностям современного положения старообрядных приходов Русской Православной Церкви можно отнести отсутствие официального церковно-канонического статуса, который бы определял уклад их литургической и общинной жизни». Только 24 марта 2022 года Синод утвердил «Положение о старообрядных приходах Русской Православной Церкви».

## Названия
В дореволюционный период помимо единоверия использовались различные термины. В 1780-е годы старообрядцы, желавшие единения с официальной церковью при сохранении своих обрядов, книг и традиций стали называться «согласниками», а их течение «согласничеством». В 1790-е годы появился другой термин «соединенцы», а данное течение — «соединенством». В 1800 году Митрополит Платон вводит в оборот новое понятие, называя старообрядцев, сторонников «соединения» — единоверцами: «приемших и согласившихся и получивших на вышепоказанном основании Церковь не называть более раскольниками или старообрядцами, ибо в Церкви ничего нового нет и нет новообрядцев, называть их соединенцами или единоверцами, на что они, особливо на последнее, по предложению моему и согласными быть сказываются, а потому и церковь их именовать единоверческою». Иногда, для отличия от других согласий старообрядчества, употреблялось также название «новоблагословенное согласие». После Первого Всероссийского съезда единоверцев, прошедшего в октябре 1912 года в Санкт-Петербурге, получило распространение и иное название этого церковного течения — православные старообрядцы.
Термины «единоверие», «единоверческие приходы» многими представителями «единоверия» критикуются как неудачные. Вера у всех членов Русской церкви единая вне зависимости от чинов и обрядов. Для исправления ситуации в 2000 году было предложено использовать новое понятие «старообрядные приходы Русской православной церкви». По мнению Иоанна Миролюбова это обусловлено тем, что «новое словоупотребление становится особенно востребованным при появлении в лоне Русской Православной Церкви приходов не только со сложившейся собственно единоверческой богослужебной традицией, перенятой от старообрядцев-поповцев, но и с более архаичной, включающей в себя, например, наонное знаменное пение и т. д.». Между тем, часть единоверческих общин не принимает неологизм «старообрядные приходы», предпочитая использовать исторически сложившееся наименование «единоверческие приходы» и утверждённое на I Всероссийском единоверческом съезде определение «православные старообрядцы» (или «старообрядческие приходы в лоне Русской православной церкви»).

## История единоверия

### Отношение к старому обряду до 1800 года
Реформа патриарха Никона утвердились не сразу. Хотя в Москве при Никоне уже служили по новому, но в глубинке многие архиереи, подписывавшие вместе с Никоном соборные определения в пользу реформ, сами же тихо саботировали принятые ими решения, дабы не вызывать возмущения у своей паствы. В провинции служили в основном по старому. Нередко встречались и промежуточные формы. Даже после анафем Московского собора 1656 года и Большого Московского собора 1666—1667 годов, согласно решениям которого крестящиеся двумя перстами объявлялись еретиками, встречались случаи сосуществования старого и нового обрядов в рамках правящей Церкви. Пётр Чубаров отмечал «Известно, что ещё во второй половине XVII в. во многих местах в реальной богослужебной практике, особенно на периферии, сосуществовали старые и новые книги и обряды. Многие верующие ходили в обычные православные приходы, но держались двуперстия и старых обрядов». Подобные тенденции, как отмечает исследователь, были чрезвычайно устойчивы. О том, что и в начале XVIII века были люди, допускавшие старый обряд в официальной церкви, свидетельствует постановление Святейшего Синода от 28 февраля 1722 года, требовавшее преодолеть смешение старого и нового обрядов: «Те, которые, хотя Церкви и повинуются и все церковные таинства приемлют, а крест на себе изображают „двема персты…“ писать в раскол, не взирая ни на что». Тем не менее, в середине XVIII века, епископ Астраханский Иларион (1731—1755) в своей епархии позволил священнослужителям по причине большого количества проживающих на территории области старообрядцев совершать богослужения по дореформенным книгам. Согласно документам Астраханской духовной консистории, терские казаки «почти до половины XVIII века пребывали в единении с православной Церковью и подчинении Астраханскому епископу, держась в то же время вместе со своими священниками не только частно, но и церковно-старых обрядов по старопечатным книгам». Аналогичная ситуация до 1780-х годов имела место и у яицких (уральских) казаков, сохранявших старые обряды и чины в своих храмах, находясь при этом в ведении Казанского Митрополита. Известен конфликт войска с митрополитом Казанским Лукой (Конашевичем) в ходе которого казаки дали письменные ответы архиерею, указывая, что книги в Михаило-Архангельском соборе используют старопечатные. Лука был вынужден рукоположить в протопопы для войска казака Максима Павлова, крестившегося двуперстием и отказаться от учреждения в Яицком городке духовного правления. Тем не менее, это были скорее разовые акции отдельных архиереев, не влиявших на ситуацию с целом.

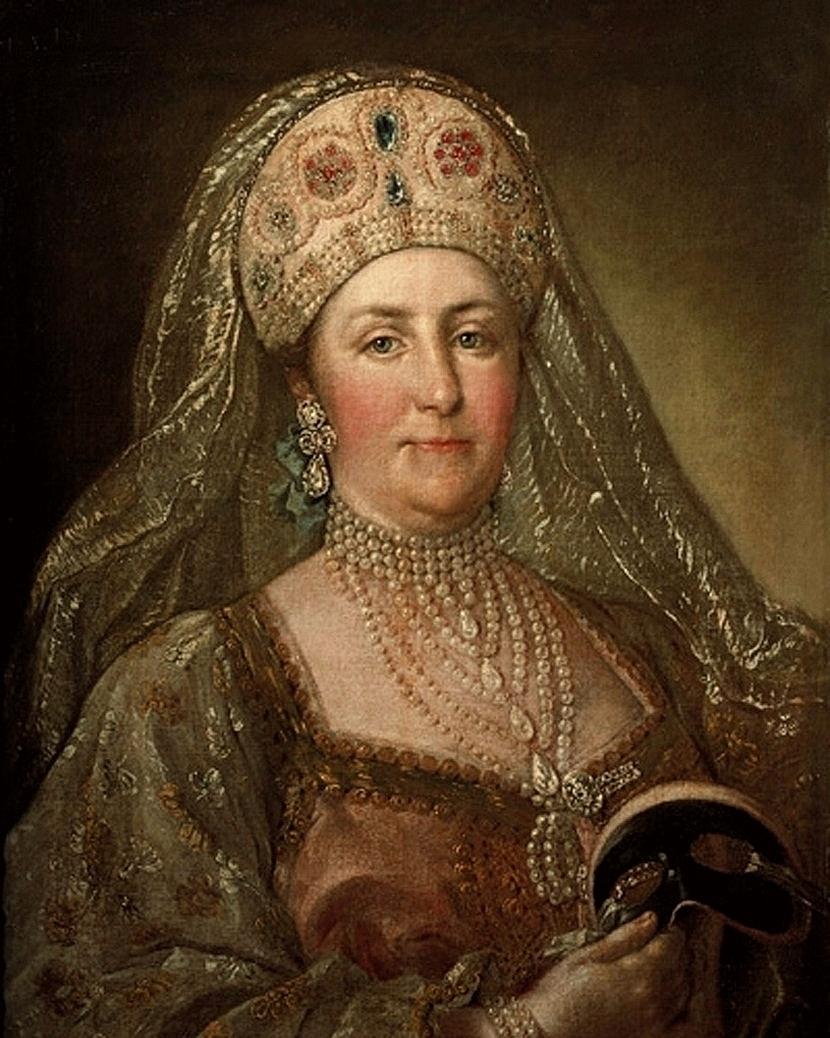
«Екатерина II в русском костюме». Конец XVIII века

Вопрос о единении старообрядцев с Православной церковью поднимается в царствование Екатерины II. В 1762 году митрополит Новгородский Димитрий (Сеченов) и епископ Псковский Гедеон (Криновский) допускали возможность оставления «раскольникам» старых обрядов. В пользу данной идеи они высказали следующие доводы: «во-первых, в Церкви желательно иметь полное согласие ея членов во всём, не только в вере, но и в обрядах; во вторых, … при единстве веры может быть… дозволено в Церкви, по снисхождению к совести немощных, употребление и различных обрядов, при православном знаменовании последних; в-третьих, дозволение употреблять старообрядцам так называемые старые обряды, не может находиться в противоречии с клятвою собора 1667 года, потому, что, она произнесена „не на обряды и не за обряды“. И в четвёртых, употребление старых обрядов для их ревнителей может быть спасительным лишь в союзе с Церковью: получая дозволение употреблять свои обряды, такие лица обязаны „во всём прочем“ единомудрствовать с православною Церковью — не только относительно ея чиноначалия, принимая оное, но и относительно обрядов, „отнюдь не похуля их“». В 1763 году с подобной идеей к Екатерине II обращается обер-прокурор Святейшего Синода Иван Мелиссино. В послании «Предложения, касающиеся раскольников» он писал, что старообрядцы «…не только желают сблизиться с православием, но даже утверждают, что и не уклонялись от него …, что всё их отличие заключается только в церковных обрядах, которые они отправляют, по их словам, по старине». Далее Мелиссино замечает, что условия старообрядцев можно принять, если они будут верными подданными, не будут предпринимать ничего противного религии, или гражданским законам. Затем можно разрешить им обряды, «которые не противны православию, равно как и старые книги», позволить им строить церкви и дать священников, которые бы служили «по условленным обрядам» и ежемесячно докладывали бы епископу о поведении «раскольников каждого прихода… сверх вышеупомянутого снисхождения им можно было бы сделать ещё следующее: не называть их более раскольниками, но заменить это название другим, более им соответствующим, например, двоеданцы; им более не провозглашали бы анафему». Знаком терпимости к старым обрядам было также заявление совместной Конференции Синода и Сената от 15 сентября 1763 года о том, что «обычай креститься двумя перстами не есть доказательство принадлежности к расколу и запрещать его не следует». В 1766 году архимандрит Платон (Левшин), будущий митрополит московский, издал книгу «Увещание во утверждении истины», написанную по инициативе Екатерины II. В отличие от предыдущих «противо-раскольнических» сочинений, которые в большинстве своём носили резко обличительный характер, в данной книги говорится что «раскольники» и православные «в самой вере согласны… и только за одни мелкости спорят», далее следует, что «лучше снести перемену церковных обычаев, нежели потерять любовь и соединение с Церковью». В марте 1769 года был издан указ Святейшего Синода «О рассылке по церквям и монастырям во все епархии экземпляров книжки „Раскольникам увещания“, с приложением обряда как поступать с ними в присоединении к Православной Церкви». Хотя учитывая всё то, что в дальнейшем писал митрополит Платон в отношении старообрядчества, данное сочинение следует считать «довольно конъюнктурным произведением, написанным в духе отношения к старообрядческой проблеме Екатерины II», именно оно стало отправной точкой для будущих основателей единоверия.

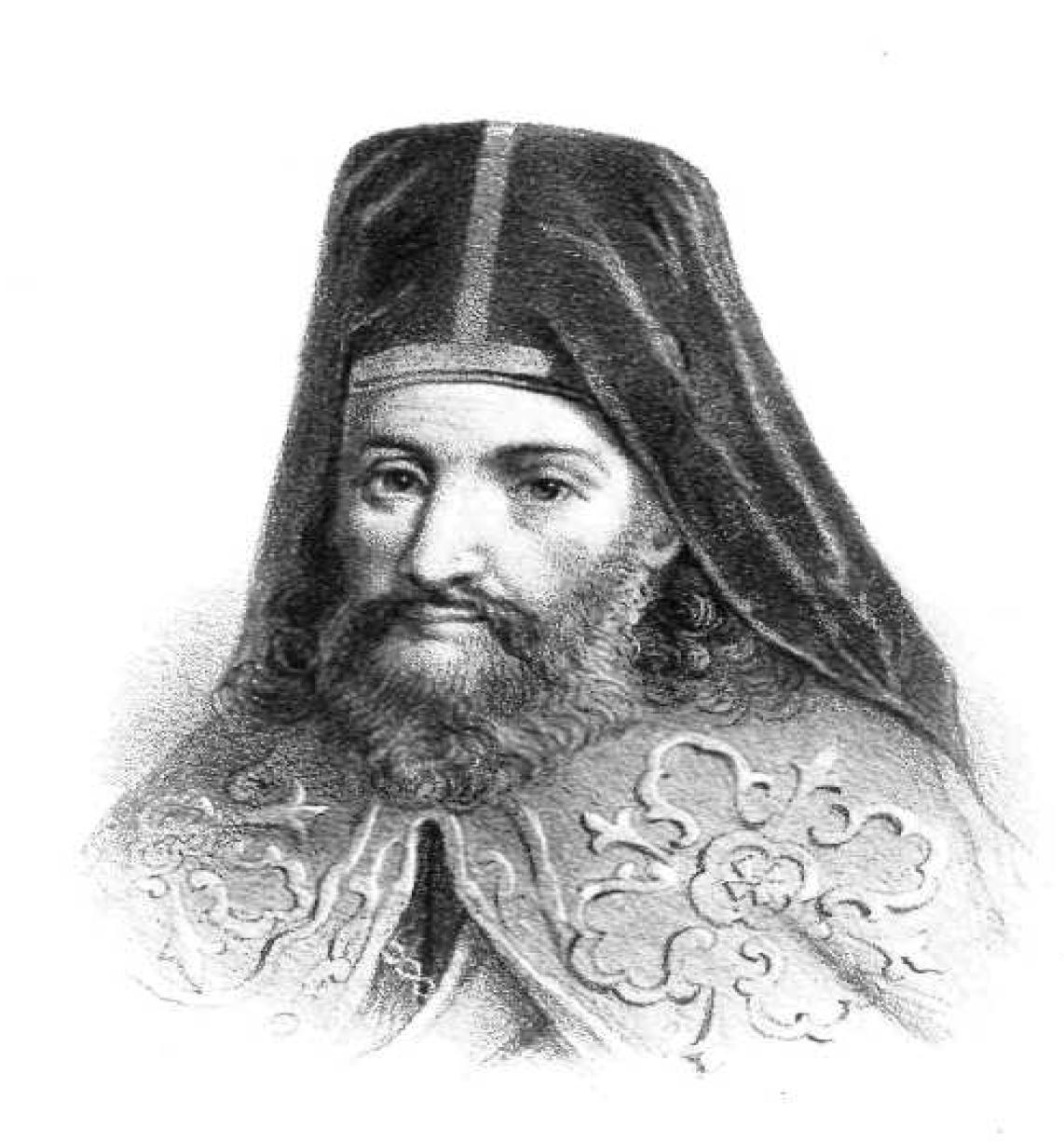
Архиепископ Никифор (Феотоки)

Первыми, кто осуществили на практике принцип единоверия, были старообрядцы поповского согласия села Знаменка Елисаветградского уезда (ныне Знаменка Вторая Кировоградской области), которые в 1779 или в 1780 году обратились к епископу Никифору (Феотоки) нему с просьбою «дозволить построить церковь, иметь священника из своей среды и употреблять старинные книги», при условии их признания «Греческой Церкви истинною, вселенскою, кафолическою и апостольскою». Епископ Никифор признал возможным удовлетворить их просьбу, «не входя даже в сношение» со Святейшим Синодом. Присоединение старообрядцев селения Знаменки было совершено, согласно установленному чинопоследованию, специально посланным для этого Никифором. Храм был заложен 3 мая 1780 года и освящён — 16 июня. Освятил храм и совершил в нём первую литургию сам архиепископ Никифор. Для новоосвящённого храма и образовавшегося при нём прихода архиепископ Никифор назначил одного из православных священников, которому дал «благословение отправлять службы по старопечатным книгам» и употреблять «так называемые старые обряды». На листе с прошением старообрядцев Никифор начертил архипастырское повеление: «Дабы впредь никто из православных христиан не дерзал их [присоединившихся] наименовати или почитати раскольниками, но всяк бы их христианами правоверными, яко же и мы есмы, и почитал и именовал». Впрочем, отношение к таким действиям со стороны духовенства было неоднозначным. Архиепископ Никифор был уверен, что распоряжения его будут утверждены Синодом, однако его ожидания не оправдались. Синод встречает распоряжения Никифора с недоумением и, только опасаясь старообрядческих волнений, распоряжения эти не отменяет. Для обоснования своих действий архиепископ Никифор пишет «Повествование об обращении раскольников с. Знаменки». Архиепископ (потом митрополит) Новгородский Гавриил (Петров) и Святейший Синод оценили доводы Никифора и именно это способствовало тому, что начавшееся потом «дело об учреждении единоверия в Стародубье и в других местах» уже не встретило никаких возражений в Святейшем Синоде, а напротив, «нашло одобрение и поддержку». Однако, митрополит Платон (Левшин) очень резко высказался против такого «снисхождения». Он стремился к тому, чтобы все старообрядцы, присоединявшиеся к Церкви, переходили на общепринятый обряд и опасался, как бы «большая часть и тех, которые пришли к нашей Церкви оставят её и примкнут к их шайке: невежды ближе к невеждам». Но Никифор Феотоки апеллировал к другому сочинению того же митрополита Платона — «Увещание во утверждение истины» 1776 года где было сказано: «…православная Церковь, хотя и защищает, как и должно, новые книги, однако старинные вовсе не порицает и не приказывает, даже не советует, воздерживаться от их употребления». Позднее именно это утверждение и послужило основанием для последующих прошений старообрядцев «о дозволении употреблять им старопечатные книги в своей богослужебной практике». Архиепископ Никифор таким образом стал не только учредителем будущего Единоверия, но и его первым защитником.

### Деятельность инока Никодима

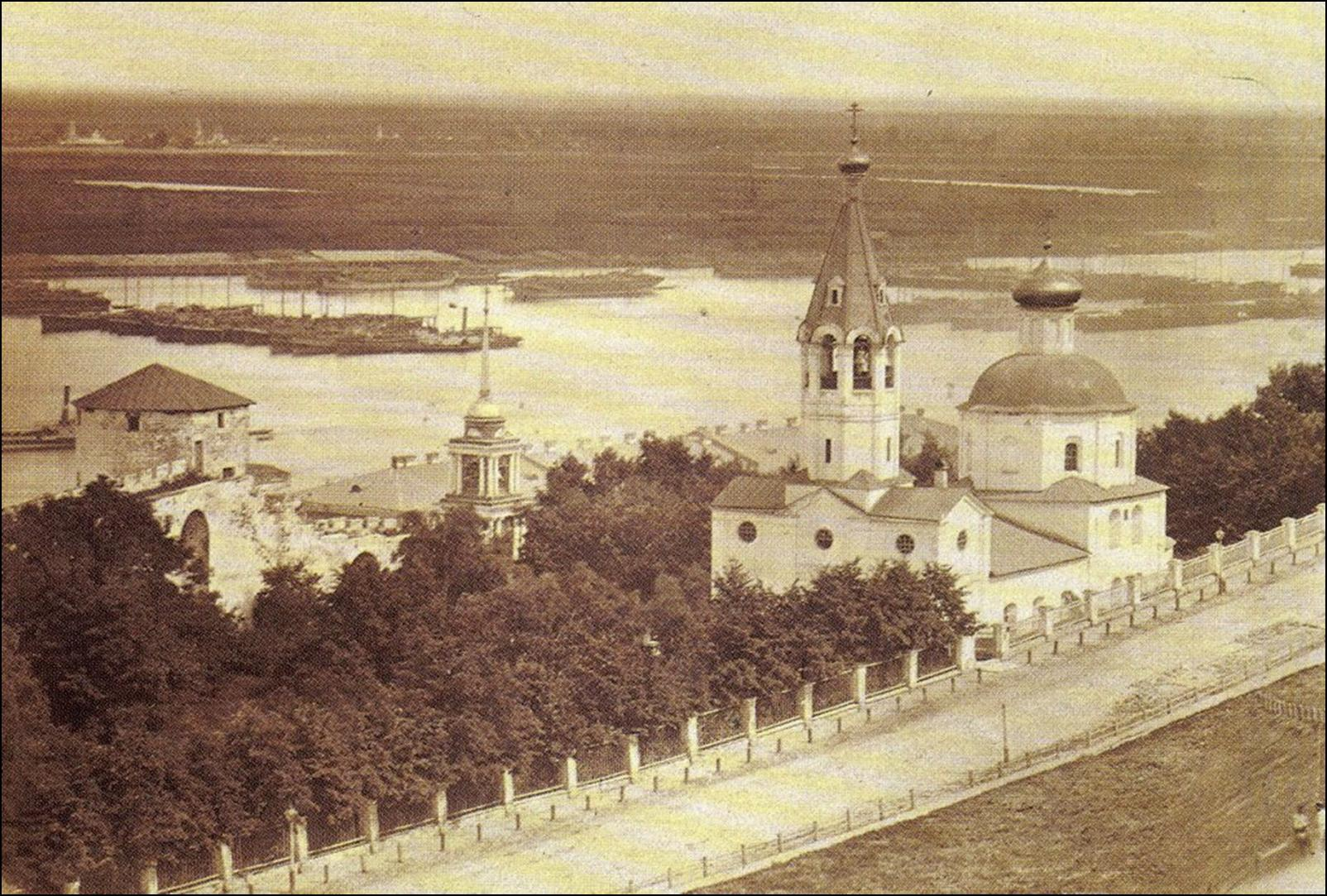
Церковь св. Симеона Столпника в Нижегородском кремле (единоверческая с 1844, разрушена)

На протяжении XVIII века старообрядцы предприняли целый ряд безуспешных попыток найти себе архиерея. Безуспешность этих попыток в сочетании со значительным ослаблением властями преследований в отношение старообрядцев побудили часть старообрядцев искать компромисса с Русской православной церковью, что подталкивало к изысканию путей по восстановлению полного должного священнического чина. Одним из инициаторов этого движения стал настоятель Успенского старообрядческого монастыря на реке Каменке в Стародубье (Черниговская губерния) инок Никодим. В 1768 году он, лично, «путешествовал за епископством» в Грузию, потом «принимал участие в посылке ходоков на Восток за древлеправославным архиереем в 1779 и 1781 гг.». В 1781 году он встретился с графом П. А. Румянцевым-Задунайским, который предложил «искать старообрядцам архиерея открытым путём, то есть просить Екатерину II и Св. Синод об определении к ним особого епископа и, таким образом, воссоединиться с Православием». При этом граф высказался лично оказать Никодиму помощь в этом деле. Никодим последовал совету и начал убеждать в этом других стародубских старообрядцев. Со своим единомышленником, иноком Герасимом (Князевым), инок Никодим в 1782 году едет в Петербург «открыть членам Св. Синода намерения стародубцев и просить наставления, как им лучше поступить для достижения цели». В Москве Никодим встречается с Платоном, архиепископом Московским, в Петербурге — с митрополитом Гавриилом, с архиепископом Псковским Иннокентием и князем Потёмкиным-Таврическим. Все одобряют желания старообрядцев и обещают своё содействие. Дипломатия Никодима увенчалась успехом, он был представлен самой императрице. Имея согласие 1500 старообрядцев, инок Никодим в 1783 году в прошении на имя Императрицы и Святейшего Синода в 12 пунктах изложил условия, на которых старообрядцы-поповцы соглашались воссоединиться с господствующей церковью.
Главных условий было несколько:
- а) чтобы были отменены клятвы прежних русских соборов на старые обряды;
- б) чтобы старообрядцам был дарован хорепископ, находящийся в зависимости непосредственно от Святейшего Синода;
- в) чтобы этот епископ поставлял для них священников и все богослужения совершались по старому, дониконовскому чиноположению;
- г) чтобы святым миром их снабжал Святейший Синод;
- д) чтобы всей пастве этого хорепископа было дано право не брить бород и не носить немецкого платья.

Неожиданная кончина 12 мая 1784 года инока Никодима несколько затормозила, но не остановила процесс. Единомысленные с иноком Никодимом стародубские старообрядцы подали в 1787 году новое прошение, но уже из 10 пунктов, в котором не было упоминания об отдельном хорепископе: просили лишь священников, которые были присланы в 1788 году.

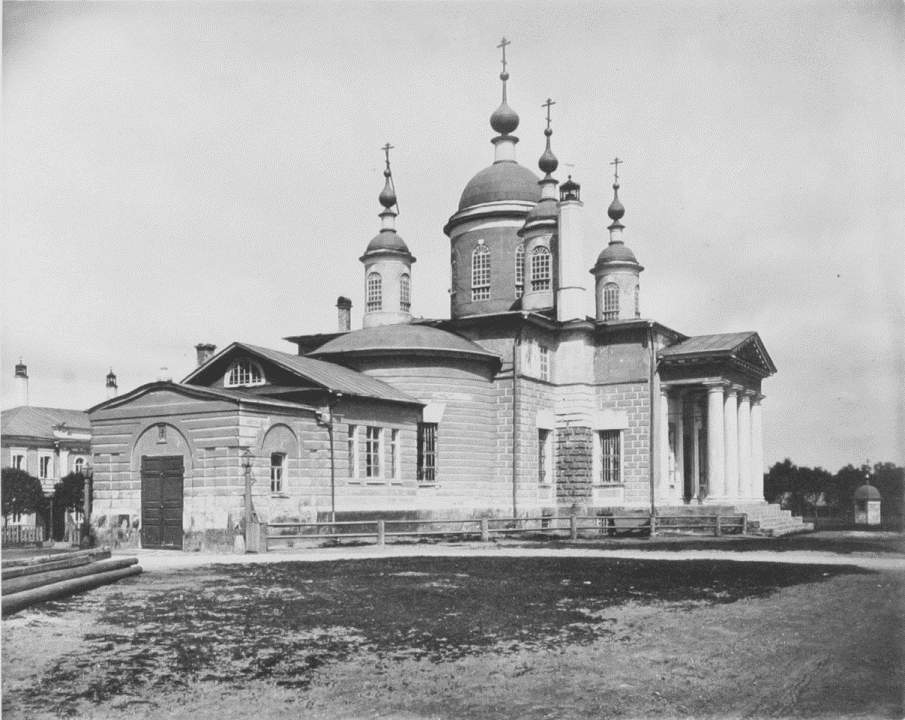
Церковь Введения (зимняя) в Лефортове, ранее принадлежавшая введенским единоверцам

Новым вдохновителем идей «новоблагословенного согласия» после инока Никодима стал протопоп Андрей Иоаннов, сам обратившийся из старообрядчества в единоверие, он стал известен как автор первого после «Розыска» Димитрия Ростовского труда «Историческое известие о раскольниках», составленного на основании редких первоисточников.
Отношение к самим старым обрядам в Святейшем Синоде при создании единоверческих приходов оставалось крайне негативным; например, архиепископ Никифор Феотоки, с согласия императрицы Екатерины II 18 июня 1780 года освятивший первый старообрядческий храм, и непосредственно налаживающий связь между старообрядцами и Синодом, написал «Окружное послание старообрядцам», в котором объяснял староверам, что не только все их чины и обряды берут начало от еретика Мартина Арменина, но и все их последующие учителя были неправославными людьми: «Что такие были учители и наставники вашей секты, которых одно воспоминание приводит в стыд и срам, потому что они были армяне, да евреи, кои, сыскавши простаков — предков ваших, обольстили оных и, от прямого пути отведши, в ров погибели привели, советуя им почитать добродетелями такие дела, какие прежде творили нечестивые язычники, сынов и дочерей своих для благоугождения богам своим сожигавшие.», но поскольку старообрядцы готовы к соединению и признают священство и таинства, совершаемые новообрядческим духовенством, то новообрядческие архиереи готовы принять старообрядцев по снисхождению. То есть старые обряды не рассматривались на тот момент в Синодальной Церкви не только как равночестные, но и как православные.
Из Стародубья движение за единоверие стало распространяться широко по стране: в 1788 году появился приход в Елисаветграде; в 1791 году — в Троицкой слободе на р. Днестре; в 1794 году — в Перми; в 1797 году — в Казани; в 1798 году — в г. Александрии, Иркутской губернии, в Твери, Торжке, Тверской губернии, в Нижнем Новгороде, в Санкт-Петербурге и, наконец, в 1800 году — в Москве. С 1787 году в 30 верстах от Херсона действовал также единоверческий монастырь. К единоверию были приписаны уже существовавшие Михаило-Архангельский Собор Яицкого городка, а также Казанская и Петропавловская церкви. Благодаря встрече с епископом Никифором (занявшим Астраханскую кафедру) ревностным поборником единоверия стал инок Сергий, строитель Иргиза.

### Учреждение единоверия в 1800 году
По предшествующим 1800 году просьбам старообрядцев отношения и положение соединённо-старообрядческих церквей в границах Русской православной церкви не были регламентированы в подробностях и предоставлялись на усмотрение местного епископа. В мае 1799 года московские старообрядцы, потерпев неудачу при переговорах с митрополитом Платоном, обратились лично к императору с просьбой о даровании отдельного епископа с местопребыванием в Рогожской слободе. По мысли просителей данный епископ должен был бы управлять всеми присоединившимися к Русской церкви старообрядцами.
3 июня 1799 года император издал указ, по которому предписывал управлять делами московских старообрядцев архиепископу Казанскому Амвросию (Подобедову). Последний высказал ряд требований (поминовение на Великом входе царя, Синода и правящего архиерея), выполнить которые старообрядцы отказались. Новый императорский указ от 22 августа 1799 года предписывал прекратить с московскими старообрядцами всякие отношения. Жёсткая линия Павла I заставила старообрядцев Москвы вновь искать сближения, но уже на ограниченных митрополитом Платоном условиях.
Позже, на основании «ходатайства о принятии в единоверие старообрядцев нижегородских и московских, единоверие, как форма воссоединения старообрядцев с Православной Церковью», было подробно регламентировано «пунктами о единоверии» митрополита Платона, утверждёнными императором Павлом 27 октября 1800 года.
Клятвы, наложенные соборами XVII века на всех крестящихся двуперстно и пользующихся древними обрядами, отменены не были. С того, кто соединялся с новообрядцами (становился единоверцем) епископы снимали эти клятвы. Митрополит Платон сформулировал это следующим образом: «От клятв, прежде на них возложенных, разрешить: ибо хотя церковь на них оныя возложила праведно, что они и сами признают, почитая ими себя связанных и от оных просят разрешения; но как ныне они сближаются или паче соединяются с церквию, и истину ея, и таинства, и священство ея признают действительными, то и потребно сие разрешение, и не должна более теми клятвами их совесть быть отягощаема, под каковыми отторгающиеся ещё от церкви, имеют и впредь состоять праведно. А чтоб сие разрешение было открытее и их более успокаивающее, то над каждым принимаемым к дозволяемой им церкви, прочесть Епископу, или Пресвитеру с возложением руки, следующую разрешительную молитву: „Господь наш Иисус Христос, благодатию своею и человеколюбием да разрешит тя к церкви святей обращающагося, от всех клятв, им же от церкви, отторжением от нея, подверглся еси. И аз недостойный (архиерей, или иерей имя рек), властию от Него мне данною, разрешаю тя раба Божия (имя рек), от оных клятв и всех грехов твоих: Во имя Отца и Сына и Святаго Духа, Аминь“». Кроме того, на старообрядцев было наложено жёсткое ограничение — от единоверческого священника новообрядец имел право причаститься только в случае крайней нужды и в смертном случае, если бы не случилось найти православного священника и церкви. Легализованное таким образом единоверие оказалось под подозрением как официальной церкви, так и со стороны старообрядцев.

### Единоверие в XIX веке

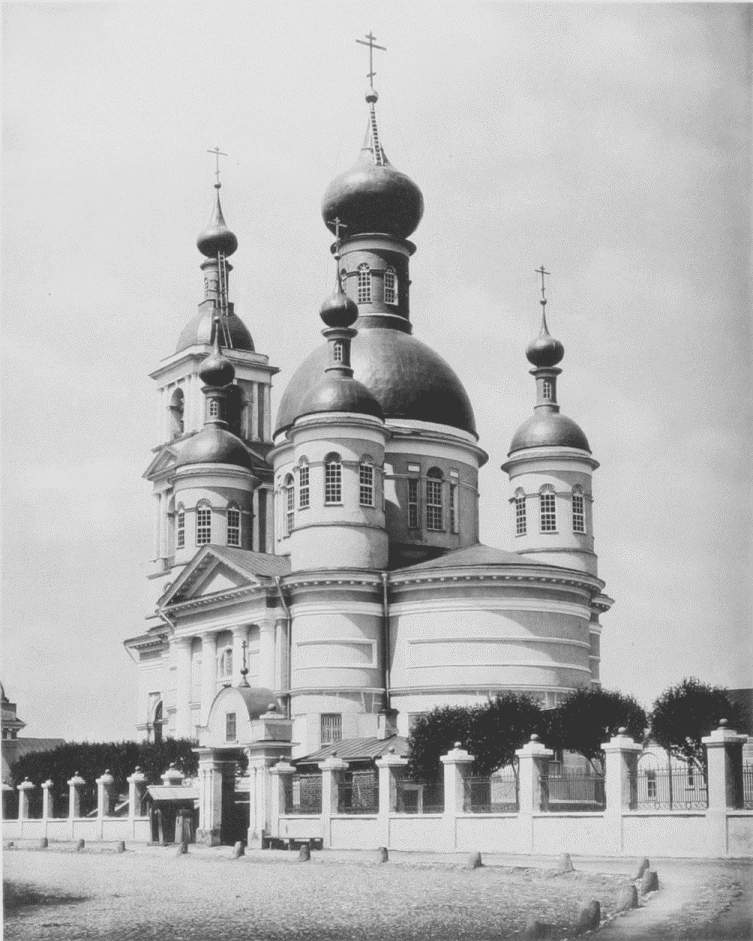
Храм Троицы Живоначальной у Салтыкова моста, построенный в 1819 году

После принятия «Пунктов» 1800 года, Единоверие в первой четверти XIX века распространяется довольно медленно. По сведениям Симона (Шлеёва) за данный период было основано только 10 единоверческих церквей. Важным для существования единоверия стало учреждение 31 декабря 1818 года указом Синода единоверческой типографии при московской Троице-Введенской церкви в Москве для печатания богослужебных книг в дореформенной редакции. Организация новых единоверческих приходов сопровождалось трудностями. Иноку Герасиму и его сподвижникам из Высоковского монастыря, расположенного в Костромской губернии Святейший Синод в 1804 году отказал ввиду того, что единоверие «учреждено лишь для приходских церквей, а не монастырей». Церковные власти строго следили за соблюдением пунктов митрополита Платона и не желали расширения прав единоверцев. Подобные отказы духовных властей старообрядцам не прибавляли авторитета ещё не окрепшему единоверию. Очередной удар по «условному соединению» нанесли Высочайше утверждённые 26 марта 1822 года правила, согласно которым старообрядцам дозволено было открыто иметь священников там, где есть молельни или церкви. Теперь сторонникам старой веры не было нужды принимать Единоверие, они и так могли свободно иметь священников, которые «служили для них по старым книгам». В это время встречается много ходатайств от старообрядцев разных городов России с просьбой иметь беглых священников. Просьбы эти по большей части удовлетворялись, правда, иногда сторонникам старой веры «дозволялось иметь священников с тем, чтобы они зависели от епархиального начальства». Следовавшие в это время предложения старообрядцам от церковных властей принять священников по правилам единоверия отклонялись ими. Изменилось на негативное общее отношение к перешедшим из раскола в Единоверие. Н. В. Варадинов, отмечает, что в это же время если единоверец «судился судом уголовным, в обыкновенном порядке судопроизводства и наказывался, … то для старообрядца наказание или отменялось, или смягчалось».
Изменение отношения к единоверцам происходит в правление Николая I. Это было связано с трансформацией взгляда светского правительства на проблему «раскола». Правительство вновь «начинает видеть в нём не только одних церковных мятежников, но и элемент противогосударственный, противообщественный, тайных мятежников вообще». В качестве «духовно — нравственного» средства борьбы внимание обращается на Единоверие. «…Стараясь об успехах Единоверия… среди раскола, светская власть Николаевского времени определяет эти успехи не столько настроенностью держателей первого, сколько их численностью, достигаемою через уравнение гражданских прав единоверцев с православными, через принятие радикальных мероприятий против старообрядцев». Был отменён Указ 1822 года о «беглых попах», сам побег признавался «тяжким преступлением». Изменения произошли и в положении единоверцев. 8 августа 1832 года выходит указ, изменивший правила присоединения к единоверию. Если раньше к единоверческой церкви могли присоединяться только «раскольники никогда не ходившие в православную церковь и не состоящие у святого причастия», то теперь «предписано… присоединять к единоверческой церкви тех из старообрядцев, кои уклонялись от православия уже лет 10, 20, 30 и более», что расширяло возможности старообрядцев в присоединении к единоверию. Выходит ряд постановлений разрешающий венчать старообрядцев в православных или единоверческих храмах не требуя от брачующихся предварительного присоединения к Церкви. С 1834 года «часовни старообрядцев, построенные и снабжённые драгоценными иконами… правительство стало отбирать и отдавать единоверцам». 17 марта 1839 года вышел указ относительно «погребения единоверцев», дозволявший «умерших единоверцев погребать на православных или раскольничьих кладбищах, сообразно с желанием умирающего или его родственников». В 1848 году дома, в которых помещались единоверческие церкви, освобождались от денежного сбора «на квартирную повинность». Одновременно с этим во второй четверти XIX века существенно ограничивались и гражданские права старообрядцев. В частности, они не могли приобретать недвижимость, им запрещалось выдавать метрические записи о родившихся и умерших. Старообрядцы не имели права быть свидетелями против православных в делах «тяжбенных и гражданских». Должности «соединённые с особенным влиянием» должны быть «вверяемы» только православным или единоверцам. С 1 января 1855 года старообрядцы лишились права записи в купечество. Это распоряжение произвело «огромный переполох» среди старообрядцев торгово-промышленного сословия. Вследствие этого с 30 по 31 декабря 1854 года последовало «самое большое количество обращений» в единоверие. Численно единоверие за годы правления Николая I, приобрело около 200 тысяч человек. Значительная часть старообрядцев получила душевное успокоение в обретении священства и изжила определённую «неполноценность» по поводу недостаточности священнического чина в своей среде. Всё это сыграло положительную роль в достижении определённого уровня религиозного примирения русского православного общества того времени. Вместе с тем, как указывал Симон (Шлеёв), что «многие из старообрядцев присоединялись неискренно, по расчётам, с верой ничего общего не имеющим». Часто старообрядцы, причисленные к единоверческим приходам, оставались истинными сторонниками «раскола». В ряде мест единоверие распространялось с большими сложностями. В Донском, Уральском и Терском казачьих войсках значительная часть казаков были приверженцами староверия. Как сообщал наказной атаман А. Д. Столыпин, «даже обращение часовни в Уральске в единоверческую Успенскую церковь слабо способствовало развитию единоверия в регионе».

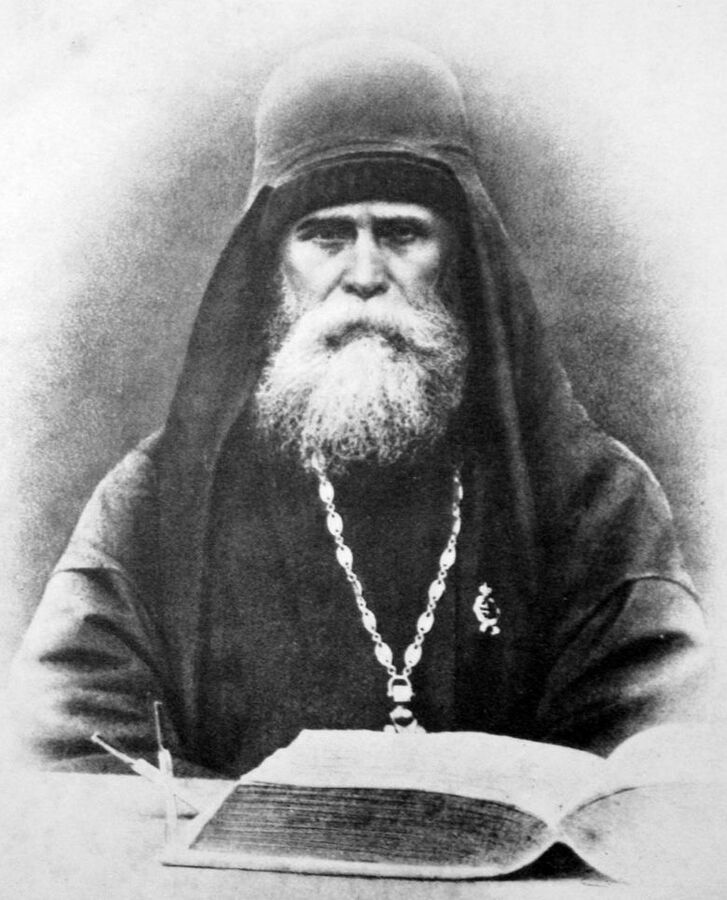
Архимандрит Павел Прусский

Начиная с 1849 года, количество обращений в единоверие стало сокращаться. По мнению исследователей, причина этого кроется в том, что в конце 1840-х годов среди старообрядцев распространяется весть о Белокриницком «лжемитрополите» и сторонники старой веры «задумываются вступить в отношения с Белою Криницею с целью добыть себе собственного архиерея» Однако, это не остановило поступательный процесс распространения Единоверия по стране, а лишь приостановило его действие в отдельных старообрядческих районах. По официальным сведениям с 1840 по 1860 год к единоверию обратилось 107670 человек. Впоследствии в единоверие переходили и представители Белокриницкого согласия. Примечательно присоединение 23 июня 1865 года в Московском Троицком единоверческом храме епископом Дмитровским Леонидом (Краснопевковым) большой группы клириков Белокриницкого согласия на правах единоверия: архидиакона Филарета (Захаровича), епископа Браиловского Онуфрия (Парусова), епископа Коломенского Пафнутия (Овчинникова), иеромонаха Иоасафа и иеродьякона Мельхиседека. Сразу же после совершения Миропомазания новоприсоединённые единоверцы были пострижены в монашество. 21 июля 1865 года ещё присоединились к Православной Церкви на правах единоверия бывший неокружнический епископ Тульский Сергий и архидиакон Кирилл (Загадаев). В 1867 году их примеру последовали епископ Тульчинский Иустин (Игнатьев) и иеродьякон Феодосий. Большое значение имело присоединение инока Павла Прусского с 25 учениками, состоявшееся 25 февраля 1868 года. Присоединение к единоверию столь «видных деятелей старообрядчества», имело широкие последствия. Новоприсоединённые иноки составили братство открывшегося в Москве Никольского единоверческого монастыря. Трудами Павла Прусского и его ученика, священника Псковской Троицкой церкви и благочинного единоверческих церквей Константина Голубева, в Пскове была устроена типография, где издавался журнал «Истина» служивший миссионерским целям. Была открыта школа для «детей единоверческого духовенства», которая имела цель «подготовить способных лиц для пополнения единоверческих причтов». Подобная школа впоследствии была устроена и в Никольском монастыре, где «отец Павел лично руководил занятиями молодёжи».
Новый этап в развитии единоверия начался на рубеже 1850-х — 1860-х годы. Этот период характеризуется сворачиванием массовых репрессий в отношении старообрядцев и сокращением государственной поддержки единоверия, что привело к массовому уходу «неискренних» единоверцев. В то же время важные изменения произошли в верхушке единоверческих обществ, представители которых с 1860-х годов стали бороться за права и улучшение положения единоверцев. Это выразилось в создании в 1864 году проекта учреждения единоверческого епископата, отвергнутого властями. В среде единоверцев начались поиски конфессиональной идентичности (часть стала осознавать себя в качестве особой религиозно-культурной группы, обладающей общими интересами), усложнявшиеся «пограничным» положением единоверия между официальным православием и старообрядчеством. Поискам идентичности и консолидации единоверцев способствовало появление лидеров, которые личным примером, а также многочисленными полемическими и миссионерскими трудами доказывали возможность и необходимость принятия единоверия. Крупные центры единоверия России активизировали деятельность по расширению прав единоверцев, ибо осознавали себя в «слишком тесных рамках», то есть изменению некоторых пунктов «Правил» 1800 года, которые содержали в себе ряд дискриминационных норм, например запрещения перехода из «новообрядчества» в единоверие и запрет «преподания» Святых Тайн единоверческими священниками «новообрядцам». В 1877 году, единоверцы, собравшиеся «из разных мест России» на Нижегородской ярмарке обратились к Святейшему Синоду с прошением, в котором указывали на необходимость «предоставления Единоверческой церкви больших прав относительно действия ея на раскол и для полнейшего единения с Церковью Православною, ходатайствовали о пересмотре, исправлении некоторых пунктов правил Единоверия 1800 г.» В следующем 1878 года подобное ходатайство поступает и от московских единоверцев. На данные ходатайства единоверцев было составлено в 1881 году «особое определение» Святейшего Синода, утверждённое высочайшею властью 4 июля того же года. Эти решения расширяли права единоверцев: им разрешалось сочетаться браком с православными и венчаться либо в православном, либо в единоверческом храме, а также крестить детей и справлять православные требы как в единоверческом, так в православном храмах. Но при этом делалась оговорка о том, что православные могут обращаться с требами к единоверческому священнику не всегда, а только в «крайней нужде, смертном случае, где нельзя найти православного священника и церкви», и особо акцентировалось то «что бы подобное обращение отнюдь не служило поводом к причислению православного в Единоверие». Переходить в Единоверие мог лишь тот, кто более пяти (вместо прежних десяти) лет уклонялся от исполнения таинств Православной Церкви, но не иначе, как «с особого относительно каждого из таких лиц разрешения епархиального преосвященного». Синод по просьбе самих единоверцев также подтвердил в «Определении» пункт 16 «Правил» 1800 года, в котором возбранялись распри, раздоры и хулы со стороны единоверцев и православных за содержание разных обрядов и разных книг, употребляемых при богослужении. Синод выражал надежду, что «сами единоверцы воздержаться от всякой укоризны на служение по исправленным книгам и обрядам и не станут чуждаться общения со всеми чадами Единой, Святой и Апостольской Церкви в молитве и таинствах и препятствовать в том своим священникам. Но при том, и все православные чада греко-российской Церкви в свою очередь, посещая единоверческие церкви, обязываются соблюдать как уважение к уставу и чинопоследованию оных, так и подобающее святыне храма благоговение». Синод сделал оговорку в духе постановления митрополит Платона, что «учреждение единоверческих церквей последовало по снисхождению Православной церкви, для облегчения отторгшимся от неё пути возвращения в лоно Церкви». Данные послабления мало что изменили в уже существующем положении единоверия. Как указывал Иоанн Миролюбов: «Взгляды на Единоверие, как учреждение временное и направленное, в конечном счёте, на унификацию обрядов, при категорическом отказе признать равные возможности в употреблении обоих обрядов, вплоть до манифеста 1905 г. высказывались совершенно откровенно». Запоздалые и минимальные меры государства и церкви в отношении единоверия не могли улучшить положение, в то время как старообрядчество, получая новые уступки от правительства (закон 1883 года) усиливалось. Несмотря на подобное поражение в правах, единоверие продолжало расширяться: в 1896 году насчитывалось 256 единоверческих церквей, количество присоединившихся старообрядцев за тот года составляло 55,3 % от общего числа присоединений к Русской Православной Церкви.

### Единоверие в начале XX века

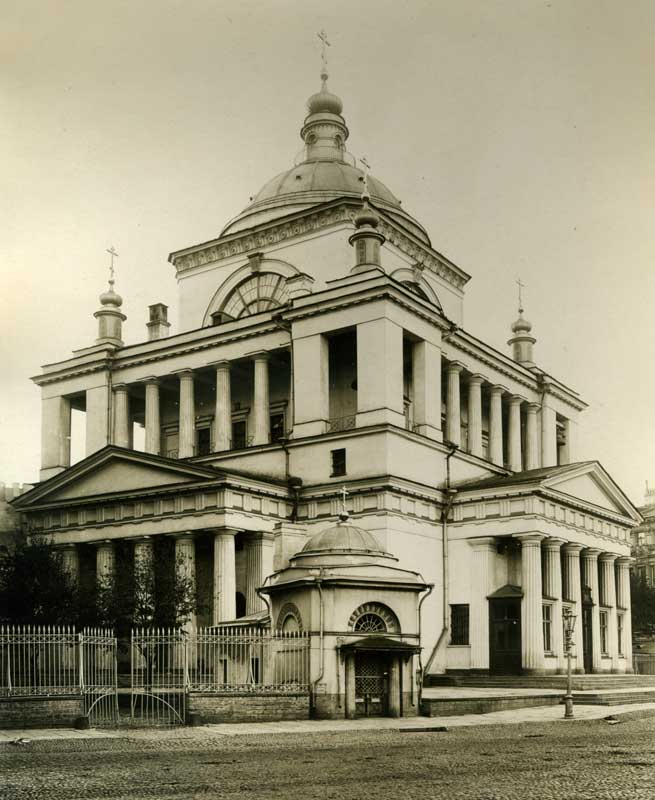
Бывший единоверческий Никольский собор (Санкт-Петербург)

В начале XX века единоверие переходит в качественно новое состояние. Став явлением общероссийского характера, оно всё активнее влияет на духовную жизнь русского общества. Кроме того, наступило время кардинального изменения во взглядах на историю и причины церковного раскола XVII века: в духовных академиях на смену таким профессорам кафедр истории обличения раскола, как Н. И. Субботин, пришли на смену историки, обладавшие не только незаурядным исследовательским талантом, но и стремлением отстаивать научную объективность — профессора Н. Ф. Каптерев, Е. Е. Голубинский, А. А. Дмитриевский и другие. В 1900 году широко отмечался столетний юбилей учреждения единоверия: во всех единоверческих храмах всенародно оглашалось праздничное послание Святейшего Синода, в котором единоверцы именовались «сынами Православной Церкви», при этом в губернских городах православные епископы совершали в этих храмах старым чином архиерейские богослужения, но при этом весь прежний взгляд на единоверие как на учреждение временное, созданное из снисхождения и исключительно в миссионерских целях, оставался неизменным. Ещё более двусмысленным сделал положение единоверцев указ императора Николая II «Об укреплении начал веротерпимости» от 17 апреля 1905 года, который в том числе отменял наказания за «отпадение» от православия в другие исповедания; в результате получившие свободу старообрядцы впервые оказались юридически в более выгодном положении, чем единоверцы, остававшиеся под жёстким контролем Синода.
В этих условиях единоверцы предпринимают усилия по консолидации единоверия, а также с особой остротой ставят вопрос о единоверческом епископе и отмене «клятв» на старые обряды. Ведущим апологетом и наиболее энергичной личностью единоверия в этот период становится священник Симеон Иванович Шлеёв, который с 1905 года был настоятелем Никольской единоверческой церкви в Санкт-Петербурге, ставшей местом притяжения для всего российского единоверия. Покровителем единоверцев становится видный иерарх той эпохи архиепископ Волынский Антоний (Храповицкий). Как отмечал Иоанн Миролюбов, это время «можно назвать временем консолидации единоверия, временем обретения и углубления собственного самосознания. Оно было богато событиями, предчувствиями, ожиданиями, и его можно даже назвать для единоверцев по-своему романтическим». Произошёл значимый для единоверия перелом: оно окончательно становится своеобразной «элитарной», относительно консолидированной формой православия, имеющей сравнительно небольшое число последователей, которые являлись преданными сторонниками идеи единства Русской церкви при разности обрядов, консерваторами по политическим убеждениям. Среди единоверцев выдвигаются на первый план интеллектуалы: учёные, мыслители, образованные священники. Количество единоверческих приходов в этот период продолжало интенсивно увеличиваться: только за 1908—1914 годах число церквей увеличилось с 420 до 541. Протоиерей Симеон Шлеёв на Поместном соборе в сентябре 1917 года указывал, что к этому времени в Российской республике было 600 единоверческих приходов. А численность российских единоверцев ко времени собора могла составлять более 500 тысяч человек.
Основными событиями в истории предреволюционного единоверия были: 1906 году 4-й миссионерский съезд в Киеве и 1907 году 6-й отдел Предсоборного присутствия, которые декларировали «равночестность старого и нового обрядов». В 1909 году собрался Московский единоверческий съезд, собравший более сотни депутатов от клириков и мирян. Представителем от Синода на съезде единоверцев был архиепископ Выборгский и Финляндский Сергий (Страгородский). С 22 по 30 января 1912 года в Санкт-Петербурге состоялся I Всероссийский единоверческий съезд, председательствовал на котором архиепископ Волынский Антоний (Храповицкий). На повестке дня работы съезда были: пересмотр правил единоверия; вопросы богослужения в единоверческих церквах; вопросы, касавшиеся организации общества единоверцев и общего управления единоверием в России; вопрос о клятвах московских Соборов XVII века; проблема привлечения в лоно Православной Церкви старообрядцев-беглопоповцев и представителей других согласий. Особое внимание на съезде было уделено декларированию принципа церковной соборности, что нашло широкий отклик в лице православной общественности того времени. 31 января 1912 года группа депутатов съезда была принята Николаем II. На этой встрече митрополитом Антонием был поднят вопрос об официальном наименовании единоверцев — «православными старообрядцами». С 23 по 29 июля 1917 года в единоверческом Спасо-Преображенском храме Нижнего Новгорода под председательством архиепископа Уфимского Андрея (Ухтомского) прошёл II Всероссийский единоверческий съезд, собравший 216 делегатов, на котором в числе прочего были избраны делегаты предстоящего Поместного собора и кандидаты на предполагаемые епископские кафедры.

### Советский период

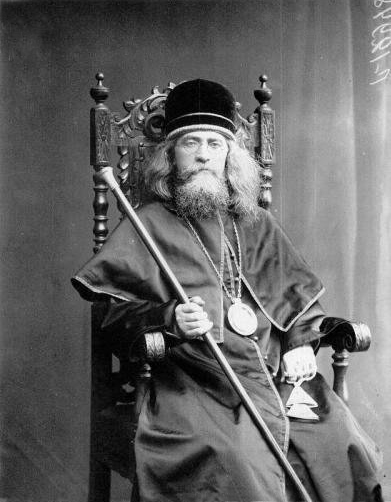
Епископ Охтенский Симон (Шлеёв)

Большое значение для единоверия имел Поместный собор 1917—1918 годов. К этому времени единоверцы имели более 600 действующих храмов, некоторые из которых до сих пор поражают своими размерами и великолепием (например, Никольский собор в Санкт-Петербурге, ныне — Музей Арктики и Антарктики), 9 мужских монастырей, 9 женских монастырей, 1 женскую монашескую общину (в Твери), 90 монахов, 170 монахинь, более 170 послушников и более 480 послушниц. 22 февраля (7 марта) Собор взамен прежних «платоновских» правил единоверия, было принял Определение о единоверии, состоящее из 19 пунктов. Согласно этому Определению, единоверческие приходы «входят в состав православных епархий» и «управляются особыми единоверческими епископами, зависимыми от епархиального архиерея» (п.2). Фактически при этом, по смыслу текста, имеются в виду викарные епископы, которые, однако, нигде так не называются, поскольку против использования незнакомого русской канонической практике дораскольного времени наименования категорически возражали присутствующие на Соборе единоверцы. Соборное Определение подтверждает обязательный принцип выборности всех церковно-служительских и священно-служительских мест, включая епископские (пп.6, 9). Употребляемые единоверцами книги и обряды были названы православными, а их равночестность общеупотребимым была засвидетельствована отсутствием каких-либо препятствий при переходе чад Российской Православной Церкви в единоверческие приходы и наоборот. Фиксировалась возможность перехода обычного прихода на старый обряд, а равно и в обратную сторону, для чего было необходимо изъявление желания четырёх пятых всех полноправных прихожан. Единственное, что не удалось решить на Соборе, это рассмотреть вопрос об отмене клятв на старые русские церковные обряды, хотя ранее это было предусмотрено программой Собора.
3 (16) июня 1918 года, протоиерей Симеона Шлеёв, постриженный в монашество с именем Симон, был рукоположён во епископа Охтенского «по старым книгам» в Троицком соборе Александро-Невской лавры в Петрограде. Его хиротонию возглавил Патриарх Тихон. В начале 1920-х годов состояние единоверия резко изменилось. Последствия революции и Гражданской войны в наибольшей степени отразились на единоверческих приходах Москвы и Санкт-Петербурга. Самые активные прихожане этих общин в большинстве своём были подвергнуты лишениям военного времени и больше не могли принимать деятельного участия в жизни Всероссийского единоверия. Невосполнимой потерей для единоверцев стала мученическая смерть первого единоверческого епископа священномученика Симона Охтенского, убитого в августе 1921 года в Уфе. Вслед епископом Симоном ним были рукоположены: епископ Мстёрский Амвросий (Сосновцев) (1918—1926), епископ Вольский, затем Мстёрский Иов (Рогожин) (1927—1933), епископ Богородский Никанор (Кудрявцев) (1921—1923), епископ Керженский Павел (Волков) (1922—1929), епископ Кушвинский Ириней (Шульмин) (1923), епископ Саткинский Петр (Гасилов) (1922—1924), епископ Саткинский Руфин (Брехов) (1925—1930), епископ Саткинский Вассиан (Веретенников) (1926—1937). Опасения некоторых духовных и светских лиц, о том, что после учреждения института единоверческого епископа произойдёт обособление единоверческих приходов, а возможно и создание независимой или автономной единоверческой церкви оказались несостоятельными. Иоанн Миролюбов отмечал, что «большинство единоверческих епископов в реальности оказались биритуальными. В одних случаях, рукоположённый в качестве единоверческого, архиерей на некоторое время полностью или при совмещении обязанностей становился новообрядным, в других случаях — ровно наоборот»; таким образом «при разности содержащихся в ней церковных обрядов», Русская православная церковь «явила подлинное своё вероисповедное единство».

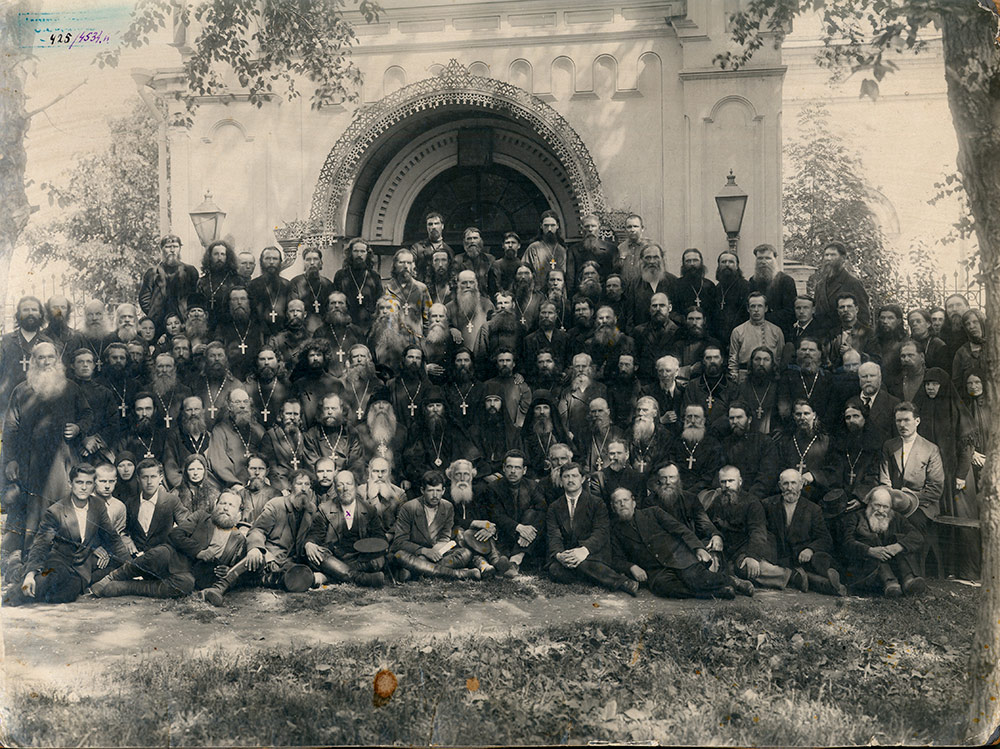
Участники III Всероссийского съезда единоверцев

19—22 июня 1927 года в Нижнем Новгороде состоялся III всероссийский единоверческий съезд. По некоторым данным, на нём присутствовали 142 делегата от приблизительно двухсот единоверческих приходов всей страны. Большинство решений единоверческого съезда не было претворено в жизнь по причине репрессий против духовенства и верующих вплоть до их физического уничтожения и массовому закрытию храмов. Постановление («Деяние») Временного патриаршего Священного синода под председательством заместителя патриаршего местоблюстителя митрополита Сергия от 10 (23) апреля 1929 года признало равноспасительность старого обряда, снимало клятвы со староверов и признало недействительными постановления Большого Московского собора 1666—1667 годов. 2 июня 1971 года Синодальное решение от 1929 года было подтверждено Поместным собором Русской православной церкви 1971 года, который указал также на ненужность и насильственный характер церковной реформы XVII века и окончательно утвердил тождественность не только единоверия, но и старообрядчества православию: «Освященный Поместный Собор Русской православной церкви любовию объемлет всех свято хранящих русские обряды, как членов нашей Святой Церкви, так и именующих себя старообрядцами, но свято исповедующих спасительную православную веру. <…> Спасительному значению обрядов не противоречит многообразие их внешнего выражения, которое всегда было присуще древней неразделённой Христовой Церкви». На Поместном соборе 1988 года определения Собора 1971 года были повторены.
Единоверие советской эпохи исследовано недостаточно, но в целом можно говорить о его угасании в условиях репрессий. Как отмечает священник Иоанн Миролюбов, репрессии советской эпохи затронули последователей старого обряда сильнее, чем нового: «среди единоверческих приходов не было никаких признаков обновленчества, приспособления ко времени и власти; <…> основная масса прихожан единоверческих приходов принадлежала именно к тем сословиям, которые подлежали репрессиям и полному уничтожению; <…> в единоверческих приходах была сильна традиция общинности, взаимоподдержки и участия, что должно было особенно озлоблять безбожников, <…> в единоверческих общинах был силён дух народной традиции, почвенничества, глубоко укоренённого бытового и семейного уклада, что также вызывало у строителей „нового общества“ особую озабоченность». 11 марта 1937 года Патриарший местоблюститель митрополит Сергий издал определение № 31, предписывающее из-за отсутствия (ареста) единоверческого епископа Вассиана (Веретенникова) «управление единоверческими приходами в каждой епархии впредь до новых распоряжений передать местным Архипастырям на общем основании». Верующие совершали богослужения на дому мирским чином, отдельные приходы постепенно переходили на новый обряд. Существовало множество незарегистрированных общин, продолжала сохранять свою традицию паства епископа Симона (Шлеева), практически во всех посёлках и станицах бывшего Уральского войска действовали моленные дома и общины потомков единоверцев, небольшие группы которых сохранились до настоящего времени. Ряд единоверческих приходов долгое время существовал в Свердловской области в послевоенный период. Последним храмом московских единоверцев до 1960-х годов была Никольская церковь на Рогожском кладбище, после чего единоверческие службы шли лишь в южном (во имя иконы Божией Матери Троеручицы) приделе этого храма (прекратились в 1988 году). В Вязниках Владимирской области с 1940-х гг. в одном храме существовало два состава клира, служивших по очереди, — единоверческий и новообрядческий. Такое положение вещей просуществовало до 1970-х гг. К концу советского времени незакрытыми оставались только несколько единоверческих приходов (в селе Малом Мурашкине Горьковской области, два прихода в Латвии и в селе Злынке Кировоградской епархии УССР).

### В русской эмиграции
Практически с самого момента своего возникновения РПЦЗ на официальном уровне высказывала заинтересованность в установлении дружественных связей с древлеправославными христианами. На Первом Всезарубежном соборе 1921 года митрополит Антоний (Храповицкий) в специальном воззвании призывает русских старообрядцев «в рассеянии» забыть прошлые обиды и ссоры и подумать о «соединении с Церковью уже не „господствующей“, но гонимой от врагов Христовой веры». Благосклонное отношение к древнему обряду митрополита Антония во многом определило позицию епископата РПЦЗ по отношению к старообрядцам.
В 1964 году Архиерейский Синод Русской Зарубежной Церкви избирает епископа Филарета (Вознесенского) новым Первоиерархом. Так как у него не было митрополичьего достоинства, чтец и иконописец Дмитрий Александров воспроизвёл древний литургический чин XV века, по которому и прошла торжественная интронизация. Это побудило епископов РПЦЗ тогда же заявить: «Так называемый старый обряд есть древний богослужебный чин Русской Православной Церкви, бывший в употреблении до богослужебных реформ середины семнадцатого века. Ничего предосудительного или еретического Церковь в нём не усматривает и благословляет употребление этого чина для желающих сохранять древние книги и древние богослужебные обычаи». В 1967 году на очередном Архиерейском соборе РПЦЗ оглашается докладная записка священника Дмитрия Александрова о миссии среди представителей старообрядчества. Епископат РПЦЗ, приветствуя старообрядцев, желающих сблизиться с Православной Церковью, поручает Учёному комитету при Архиерейском синоде РПЦЗ изучить вопрос о возможности снятия «клятв» на старые обряды.

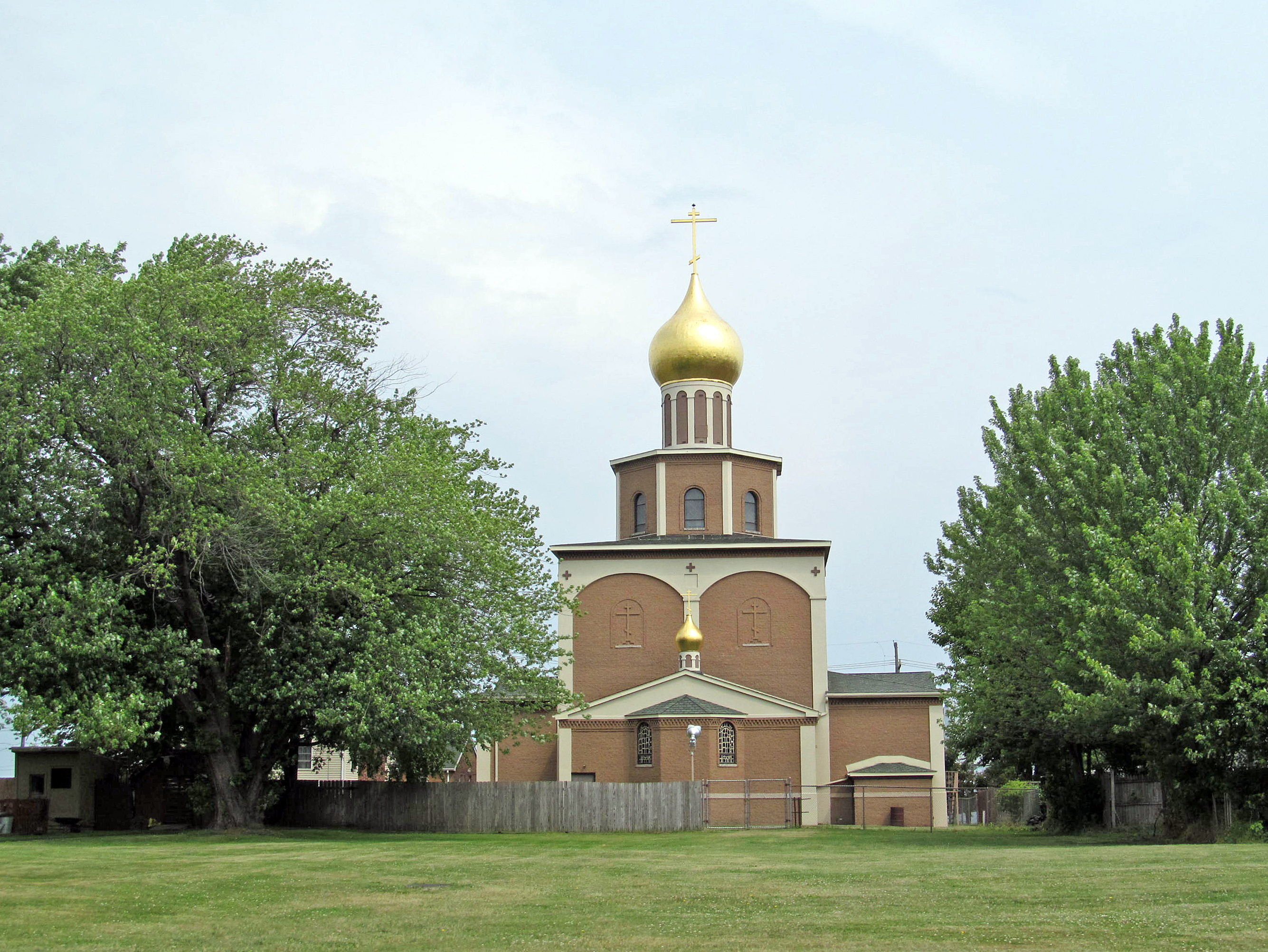
Церковь Рождества Христова в Эри, штат Пенсильвания, США

На III Всезарубежном соборе РПЦЗ в 1974 году неоднократно высказывалась мысль о необходимости сближения с представителями древлеправославия. Так, архиепископ Женевский и Западно-Европейский Антоний (Бартошевич) ссылался на воззвание митрополита Антония (Храповицкого), на его примирительную позицию по отношению к старообрядцам. Для многих участников Собора решение старообрядческого вопроса мыслилось как завершение дела, начатого первым предстоятелем РПЦЗ. После продолжительной дискуссии делегаты Собора выработали проект документа, направленный на максимальное сближение с представителями старообрядчества. Архиерейский собор 1974 года, приняв во внимание, что делегаты III Всезарубежного собора настоятельно просили отменить клятвы на старые обряды, 25 сентября 1974 года вынес особое определение о древних богослужебных традициях и обрядах, которые отныне следует почитать православными и спасительными..
Позиция епископата РПЦЗ, а также миссионерско-просветительское служение священника Димитрия Александрова способствовали тому, что в 1983 года к РПЦЗ присоединилась большая группа старообрядцев-поморцев, представляющих приход церкви Рождества Христова в Ири, штат Пенсильвания, США. Наставник этой общины Пимен Саймон был рукоположен во священника по старопечатным книгам. Сведения об успешной миссии среди старообрядцев были зафиксированы в протоколах Архиерейского Собора РПЦЗ 1983 года. Сам предстоятель РПЦЗ митрополит Филарет (Вознесенский) подчеркнул, что «наблюдаются положительные явления как… присоединение к нам многих старообрядцев».
В 1988 году епископат РПЦЗ во главе с митрополитом Виталием (Устиновым) во исполнение намерения митрополита Антония (Храповицкого) принимает решение об учреждении единоверческой иерархии. В августе 1988 года состоялась хиротония первого единоверческого епископа Даниила (Александрова) с титулом «епископ Ирийский старообрядческий, викарий Первоиерарха Русской Православной Церкви Заграницей». Архиерейский Собор РПЦЗ 1994 года, осмысляя миссию Православия в современном мире, обращается к положительному опыту Ирийской единоверческой общины, члены которой сумели адаптироваться к новым историческим и церковным реалиям, при этом оставаясь верными традициям и культуре прошлого.
В октябре 2000 года участники архиерейского собора обращаются к приверженцам старых обрядов с особым «Посланием», где ещё раз фиксируются положения, принятые в 1974 года, но помимо этого фактически признаются вину за нанесённые старообрядцам преступления и обиды и просят прощение за тех, кто эти преступления совершил:

Мы глубоко сожалеем о тех жестокостях, которые были причинены приверженцам Старого Обряда, о тех преследованиях со стороны гражданских властей, которые вдохновлялись и некоторыми из наших предшественников в иерархии Русской Церкви… Простите, братья и сёстры, наши прегрешения, причинённые вам ненавистью. Не считайте нас сообщниками в грехах наших предшественников, не возлагайте горечь на нас за невоздержные деяния их. Хотя мы потомки гонителей ваших, но неповинны в причинённых вам бедствиях. Простите обиды, чтобы и мы были свободны от упрёка, тяготеющего над ними. Мы кланяемся вам в ноги и препоручаем себя вашим молитвам. Простите оскорбивших вас безрассудным насилием, ибо нашими устами они раскаялись в соделанном вам и испрашивают прощения… В XX веке на Православную Российскую Церковь обрушились новые преследования, теперь уже от рук богоборного коммунистического режима… Мы со скорбью признаём, что великое гонение нашей Церкви в прошедшие десятилетия отчасти может быть и Божиим наказанием за преследование чад Старого Обряда нашими предшественниками. Итак, мы сознаём горькие последствия событий, разделивших нас и, тем самым, ослабивших духовную мощь Русской Церкви. Мы торжественно провозглашаем своё глубокое желание исцелить нанесённую Церкви рану…

### Постсоветский период
После краха коммунистической системы единоверие в РПЦ начало возрождаться в несколько ином виде — инициатива создания приходов шла снизу, представляя своего рода «внутреннюю эмиграцию» в РПЦ из числа неприемлющих обрядовых нововведений Никона и консервативную часть РПЦ (часто современные единоверцы не имеют прямой преемственности от прежних).
При этом значительная часть единоверческих приходов представляет собой общины бывших старообрядцев. Так, наибольшим успехом единоверия в 1990-х годах стало присоединение остатков неокружников в историческом районе Московской области — Гуслицах. Один из крупнейших единоверческих приходов за рубежом — в штате Пенсильвания состоит из бывших поморцев. Развивается деятельность единоверческих приходов в Свердловской области, где они состоят из бывших часовенных.
1990-е и 2000-е годы ознаменовались переходом лидеров ряда старообрядческих общин в единоверие и активной деятельностью единоверцев, в чём часть старообрядцев увидела угрозу своей культурно-религиозной идентичности. Это, в свою очередь, способствовало обращению старообрядцев к полемическому опыту прошлого

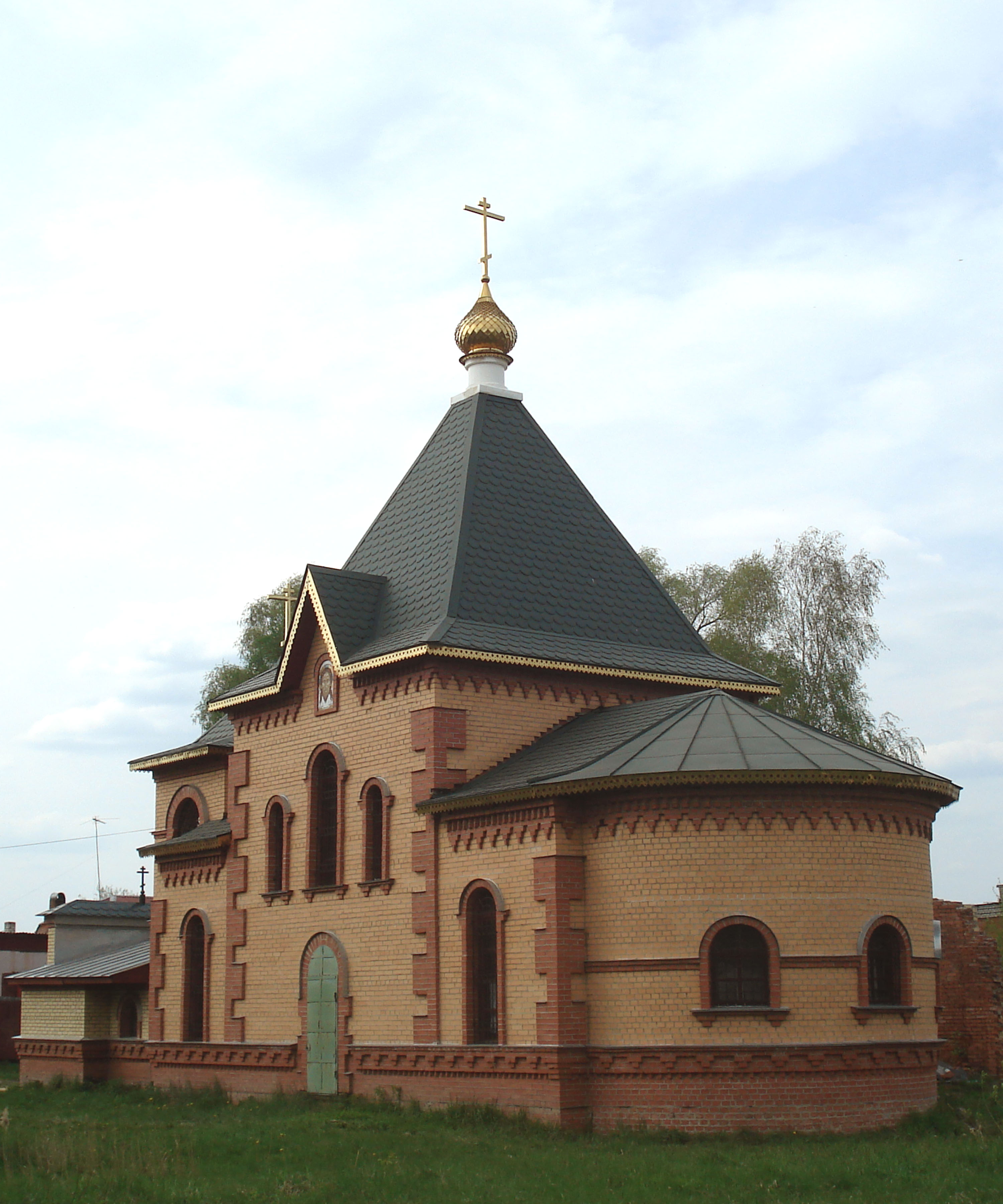
Единоверческая церковь Иоанна Лествичника Куровское (Московская область)

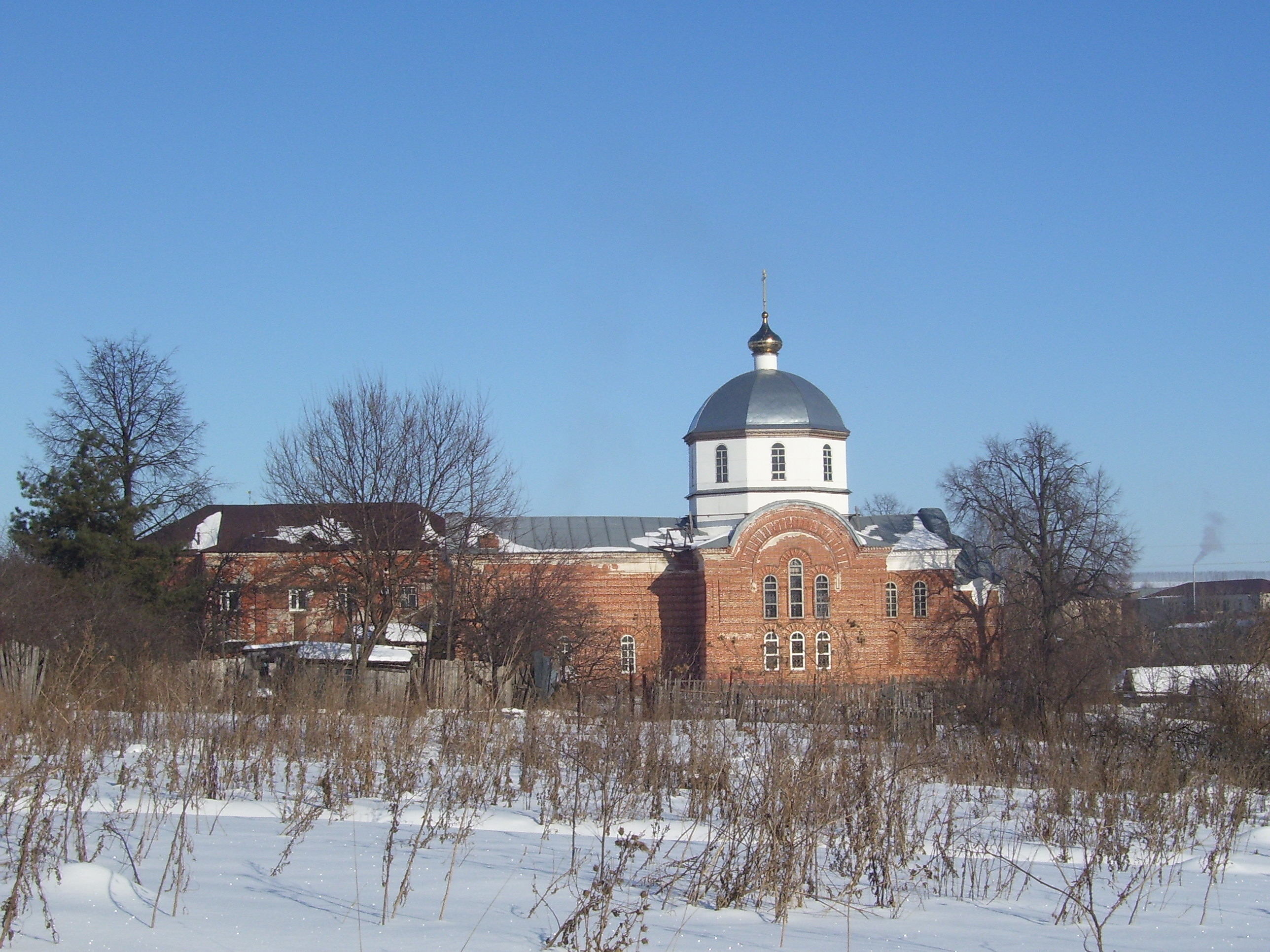
Бывшая единоверческая Никольская церковь в селе Большое Мурашкино (ныне храм РПСЦ)

4 июня 1999 года Священный синод Русской церкви принял определение, в котором призвал епархиальных архиереев и духовенство учитывать в практической деятельности общецерковные решения, отменяющие клятвы на старые обряды. Синод призвал церковные издательства «применять критический подход к переизданию литературы, напечатанной в дореволюционное время, когда под влиянием светской власти старообрядчество критиковалось некорректными и неприемлемыми методами». Синод осудил «имевшие место в истории насильственные методы преодоления раскола, явившиеся результатом вмешательства светских властей в дела Церкви».
На юбилейном Архиерейском соборе в августе 2000 году Патриарх Московский и всея Руси Алексий II указал, что древние русские чины и обряды составляют «общее сокровище» всей Церкви.
27 ноября 2000 года в Москве состоялась конференция на тему «200-летие канонического бытия старообрядных приходов в лоне Русской православной церкви». Конференция открылась торжественным молебном в Успенском соборе Московского Кремля, совершённым по старому чину духовенством всех единоверческих приходов Московского патриархата. На конференции было решено впредь называть себя «старообрядными приходами Русской православной церкви». Выступивший на конференции с приветственным словом выступил Патриарх Московский и всея Руси Алексий II дал высокую оценку факту учреждения единоверия, чрез которое из церковного раскола «…многие вернулись в дом отчий, стали возлюбленными чадами Матери-Церкви, наследниками её благодатных даров». Патриарх особо подчеркнул, что «чадам Русской Православной Церкви нужно помнить, что древние церковные обряды составляют часть нашего общего духовно-исторического наследия, которое следует хранить как сугубую драгоценность в литургической сокровищнице Церкви».
В этот период единоверие активно развивается, создаются новые приходы, но вместе с тем, статус этих приходов остаётся неопределённым. Среди многих представителей Русской православной церкви сохранялось унаследование ещё с дореволюционных времён негативное отношение к единоверию и к старому обряду в целом. Как отмечал митрополит Кирилл (Гундяев) в 2004 году: «До сих пор в повседневной жизни Церкви мы почти не видим фактов, которые подтверждали бы возможность полноценного существования двух обрядов в лоне Русской Православной Церкви, что представляется важнейшим условием для восстановления единства со старообрядцами в будущем. <…> Нередко люди, стремящиеся в единоверие, не находят у нас понимания. Немало грустных свидетельств такого непонимания приходилось нам выслушивать в последние годы как от представителей единоверцев, так и от желающих стать таковыми. При таком подходе, когда на старообрядцев-единоверцев, желающих единства с Московским Патриархатом, смотрят в лучшем случае снисходительно, а в худшем ― враждебно, развитие старообрядных общин крайне сковано, а жизнеспособность их ограничена. <…> Возникает парадоксальная ситуация. Соборы принимают определения считать клятвы на старообрядцев и порицательные выражения о старых русских церковных обрядах „яко не бывшими“, а на местах уровень информированности духовенства об этом настолько низок, что „яко не бывшими“ становятся сами эти определения».
12 января 2013 года впервые за 350 лет в Успенском соборе Московского Кремля была совершена Божественная литургия древним чином. Собор, вмещающий не менее 500 человек, был заполнен, причём среди молящихся было немало не только единоверцев, но и старообрядцев.
Протоиерей Иоанн Миролюбов отмечает, что старообрядцы часто переходят в Русскую православную церковь, однако единого чина приёма старообрядцев в Церковь не выработано, и разные принимают их всеми тремя чинами, как кому заблагорассудится.
30 мая 2014 года Священный Синод Русской православной церкви постановил:

1. Учитывая встречающиеся расхождения в современной пастырской практике, подтвердить определение Святейшего Синода за № 1116 от 25 мая 1888 года, согласно которому крещённые в старообрядческих согласиях вступают в единство с Русской православной церковью посредством совершения над ними Таинства Миропомазания.
2. Поручить Синодальной богослужебной комиссии совместно с Комиссией по делам старообрядных приходов и по взаимодействию со старообрядчеством отредактировать чины воссоединения с Церковью последователей старообрядческих согласий с учётом постановления Освященного Поместного собора Русской православной церкви 1971 года и последующих соборных актов, после чего представить тексты чинопоследований на утверждение Священному Синоду.
3. Напомнить, что, согласно суждению святителя Филарета, митрополита Московского, подкреплённому многолетней практикой единоверческих приходов, старообрядцам, воссоединившимся с Русской Православной Церковью, разрешается поминать в молитвах своих родственников, умерших вне общения с нею.
4. В случае присоединения к Русской Православной Церкви старообрядца, принёсшего ранее монашеские обеты, он, по его желанию, признаётся состоящим в монашестве.
5. Рекомендовать при изучении истории старообрядчества и единоверия в духовных учебных заведениях Русской Православной Церкви руководствоваться духом христианской любви и стремлением к преодолению существующих разделений.

24 марта 2022 года Священный Синод Русской православной церкви утвердил Положение о старообрядных приходах Русской Православной Церкви.

## Единоверие в СМИ
Единоверие стало темой телевизионных выпусков на каналах «Россия-24», «Союз» и «Царьград ТВ». Гостями в телевизионных и радиопередачах выступали представители священноначалия Русской православной церкви, например, митрополит Иларион (Алфеев) и представители единоверия, например, философ Александр Дугин, протоиерей Пётр Чубаров, иерей Сергий Чиж, протоиерей Иоанн Миролюбов, Михаил Тюренков, иерей Сергий Комаров, Владимир Басенков и другие.
В 2015—2017 годов в диапазоне христианского «Радио Мария» выходил цикл культурно-исторических передач, авторской программы Александра Гныпа о старообрядчестве под название «Кулугур». Гостями программы выступали священнослужители, историки, философы, филологи, единоверческое и старообрядческое духовенство, наставники общин. В июне 2016 года в беседе о единоверии в программе «Кулугур» принял участие старообрядческий митрополит Корнилий (Титов).
В 2017 году Владимиром Басенковым, руководителем Центра древнерусской богослужебной традиции в Симбирске, был запущен проект «Сокрытая Русь», посвящённый изучению жизни, состояния, численности, особенностей и перспектив всех существующих на текущий момент единоверческих общин в мире. Публикации в рамках проекта размещаются на таких медиа-ресурсах, как Православие.ru, Елицы Медиа, Православие.фм и на одноимённом сайте проекта. С 2022 года наполнением просветительского сайта проекта «Сокрытая Русь» занимается «Общество сщмч. Андрея (Ухтомского)».

## Единоверческие общины
В Русской православной церкви единоверческие общины организационно подчиняются управляющим епархиями Русской православной церкви. По оценке митрополит Илариона (Алфеева), на 2021 год таких общин в было около 40. Точную цифру назвать трудно из-за отсутствия юридически прописанного определения в уставных документах Русской православной церкви о том, что такое единоверческий приход.
Ряд единоверческих храмов находится в руинированном состоянии. Около десятка полуразрушенных единоверческих церквей на территории Западно-Казахстанской области не реставрируется, а значительная часть потомков единоверцев и старообрядцев посещает богослужения в общеправославных церквях. Несмотря на то, что со временем число старообрядных общин и клириков растёт, имели место отдельные переходы единоверцев в старообрядчество или различные «осколки» РПЦЗ, был закрыт единоверческий приход в Нижнем Новгороде, власти препятствуют в возвращении единоверческой Иоанно-Предтеченской церкви в Уральске, где существует множество потомков единоверцев. Вместе с тем в ряде традиционно старообрядческих местностях (в Гуслицах, на Урале) происходит массовое обращение потомков старообрядцев в Русскую православную церковь в обычных новообрядческих приходах.
В настоящее время разрабатывается проект «Положения о старообрядных приходах Русской православной церкви», поскольку к настоящему времени фактически утеряли силу регулирующие жизнедеятельность единоверческих приходов установления как синодального периода, так и Поместного Собора Русской Православной Церкви 1917 года.

## Статистика
В 1903 году к Российской церкви присоединилось 10 213 старообрядцев (из них 2461 на основах единоверия), а в 1904 году присоединилось 9179 старообрядцев (из них 2298 на правах единоверия).
На 1 января 1908 года числилось 444 407 человек единоверцев при том, что в епархиях Благовещенской, Владивостокской, Гродненской, Минской, Смоленской, Финляндской и Ярославской единоверцев не было вообще, а Иркутская, Туркестанская, Херсонская, Холмская епархии и Грузинский экзархат сведения в Святейший Синод не предоставили.
Наибольшее количество единоверцев на 1908 год проживало: в Оренбургской епархии — 89 307, Пермской — 52 308, Екатеринбургской — 51 701 и Томской — 45 233.
В 1914 году единоверческие церкви имелись в 48 губерниях Российской империи. Наибольшее число единоверческих храмов было в Самарской губернии (с учётом церквей Уральской области) — 103, Пермской (41), Екатеринбургской (35), Донской (34), Черниговской (27), Нижегородской (24), Костромской (22) и Томской (20) епархиях.
В 1990 году насчитывалось 3 старообрядных прихода, в 2000 году — 12.
статистка по годам выглядит так:
| Года              | 1901 | 1904  | 1905  | 1906  | 1907  | 1908    | 1912  | 1914  |
| Количество храмов | 317  | ↗ 398 | ↘ 386 | ↘ 385 | ↗ 415 | ↗ 420   | ↗ 453 | ↗ 541 |
| Число единоверцев |      |       |       |       |       | 444 407 |       |       |

## Единоверческие монастыри

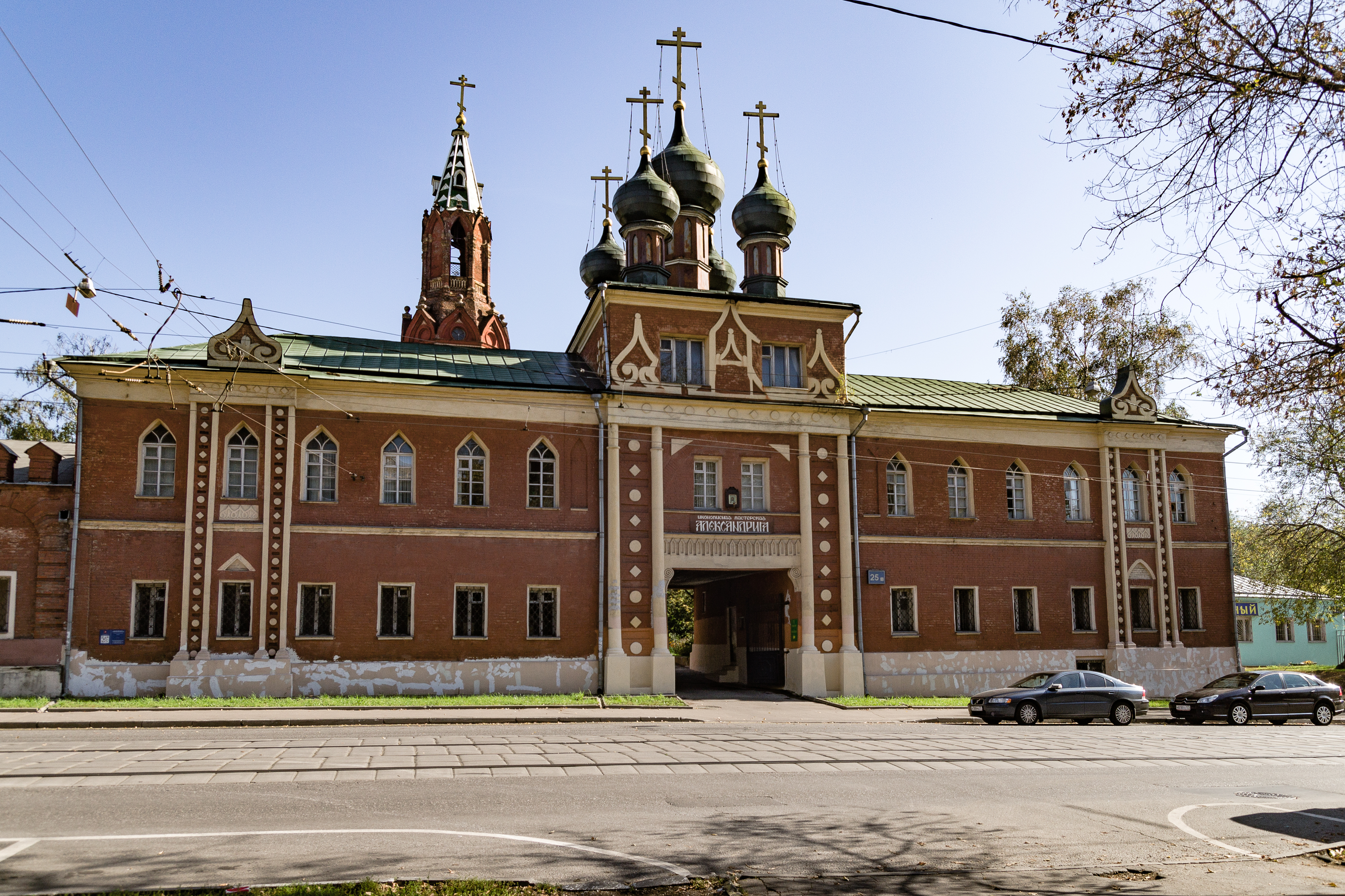
Бывший Никольский единоверческий монастырь на Преображенском кладбище (Москва)

К 1917 году насчитывалось 9 мужских, 9 женских единоверческих монастырей и одна женская община.
В конце 1900-х годов в единоверческих монастырях проживало около 90 монахов и около 170 монахинь, более 170 послушников и более 480 послушниц.
В годы советских репрессий против религии были упразднены (а частью полностью уничтожены) все единоверческие монастыри.
В настоящее время из них не возрождено ни одного монастыря с единоверческим уставом.
Наиболее известные единоверческие монастыри:
1. Всехсвятский единоверческий монастырь (Москва);
2. Высковская Успенская пустынь (ранее в Костромской губернии, ныне — в Нижегородской области);
3. Златоустовский Воскресенский монастырь в Уфимской епархии;
4. Керженский Благовещенский монастырь в Нижегородской епархии;
5. Климовский Покровский монастырь в Черниговской епархии;
6. Максаковский Троицкий монастырь в Черниговской епархии;
7. Московский Никольский единоверческий монастырь;
8. Николаевский Преображенский монастырь в Черниговской епархии;
9. Всехсвятский единоверческий монастырь (Шуя) женский монастырь в Шуе
10. Никольский Уральский мужской монастырь (Уральск)

В настоящее время единственным единоверческим монастырём в Русской православной церкви является женский монастырь во имя иконы Киево-Братская г. Киева

## Документы
- Правила митрополита Платона о единоверии
- Постановление о Единоверии от 22 февраля/ 7 марта 1918 года Священного Собора Православной Российской Церкви
- Определение Архиерейского Собора РПЦ 1971 года об отмене клятв на старые обряды
- Определение Архиерейского собора Русской православной церкви заграницей от 12/25 сентября 1974 года об отношении к старообрядцам
- Определение Архиерейского Собора РПЦ 2004 года